# Jupp Lückeroth
Josef „Jupp“ Lückeroth (* 20. September 1919 in Köln; † 3. Mai 1993 ebenda) war ein deutscher Maler, Vertreter der Informellen Malerei und Sammler dieser Stilrichtung.
Lückeroth beendete 1939 eine Lehre zum Versicherungskaufmannsgehilfen und arbeitete nach dem Zweiten Weltkrieg in einem Kölner Versicherungsunternehmen. 1956 wurde er Mitglied der Arbeitsgemeinschaft Kölner Künstler. 1991 wurde ihm der Ehrenbrief der Stadt Trier verliehen.
Lückeroth starb 1993 im Alter von 73 Jahren und wurde auf dem Kölner Melaten-Friedhof beigesetzt. Die Grabstätte wurde nach Ablauf der Nutzungsfrist eingeebnet.

## Einzelausstellungen
- 1958: Zimmergalerie Frank, Frankfurt/Main
- 1963: Märkisches Museum, Witten
- 1966: Dom-Galerie, Frankfurt/Main; Kunstpavillon der Stadt Soest
- 1967: Level Art Gallery, London
- 1968: Galerie Neuburger & Co, Duisburg
- 1974: Dielen-Galerie Vieth, Köln, Eröffnungsausstellung
- 1975: Jakobihaus-Künstlerverein Malkasten, Düsseldorf
- 1979: Städtische Kunstsammlung, Rheinhausen
- 1988: Städtisches Museum Simeonstift, Trier